# Cadiz (California)
Cadiz è una piccola comunità non incorporata (unincorporated community) nel deserto del Mojave nella contea di San Bernardino, in California. Si trova appena a sud dei monti Marble vicino alla National Trails Highway. Cadiz ospita una ex fermata della ferrovia ed è situata a 34° 31' 12" latitudine nord e 115° 30' 46" longitudine ovest, ad un'altitudine di 241 metri sul livello del mare. Si trova a nord-est dei monti Sheep Hole e si può accedere su strada dalla storica Route 66 a Chambless.

## Storia
La città fu nominata nel 1883 da Lewis Kingman, un ingegnere di localizzazione della Atlantic and Pacific Railroad. È la terza di una serie di stazioni ferroviarie in ordine alfabetico nel deserto del Mojave.